# سمير عزت نصار
سمير عزت نصار (مواليد 28 يناير 1935 في عنبتا، محافظة طولكرم، فلسطين) هو كاتب ومترجم فلسطيني، وعضو جمعية الترجمة باتحاد الكتاب العرب.

## دراسته
تلقى تعليمه في فلسطين ثم سوريا. حصل على الليسانس في الآداب قسم اللغة الإنجليزية وآدابها من جامعة دمشق عام 1959، وعلى الليسانس في الترجمة، وعلى الدكتوراه في العلاقات الدولية السياسية من كاليفورنيا بالولايات المتحدة الأمريكية عام 1984.

## حياته المهنية
عمل محاضرًا في جامعة دمشق منذ عام 1983، ومديرًا عامًا للمجلس الوطني الفلسطيني منذ عام 1983. قام بترجمة العديد من القصص البارزة عالميًا من بينها: «أوليفر تويست» و«حول العالم في 80 يومًا» و«رحلات غوليفر» و«مزرعة الحيوان» وغيرهم.

## مؤلفاته
- «تموجات مهيبة»، 1989[6][7]
- «وقال الطائر الذبيح لا» (قصص)، 1992[8]
- «أسرة الظلام» (قصص)، 1993[9]
- «أوديب 48» (مسرحية)، 1993[10]
- «فارس الأميرة السمراء» (رواية)، 1993[11]
- «عريس فدوى» (مسرحية)، 1994[12]
- «عنتر الأسمر وغرماؤه» (مسرحية)، 1994
- «جيمس بوند يرتدي جلبابًا» (رواية)، 1995
- «قلعتنا تصافح قصركم» (رواية)، 1996

### ترجمات
- «غيرة»، 1988[13]
- «ماء أسود»، 1996[14]
- «الأشياء تتداعى»، 2002[15]
- «الشيخ والبحر»، 2002[16]
- «أوليفر تويست»، 2005[2]
- «صورة دوريان جراي»، 2007[17]
- «الرجل العجوز»، 2007[18]
- «أطفال الغابة الجديدة»، 2008[19]
- «الخاسر ينال كل شي»، 2008[20]
- «ساعد الغزلان»، 2008[21]
- «حول العالم في 80 يومًا»، 2008[3]
- «فئران ورجال»، 2008[22]
- «مزرعة الحيوان»، 2008[5]
- «أوديسا فضاء ٢٠٠١»، 2008[23]
- «المؤسسة»، 2009[24]
- «العشب يغني»، 2009[25]
- «هجر القمر»، 2009[26]
- «2001 وما بعدها: خيال علمي»، 2009[27]
- «قصص شارلوك هولمز ٢»، 2009[28]
- «في الدارة فوق التل»، 2009[29]
- «شرق عدن»، 2010[30]
- «عناقيد الغضب»، 2010[31]
- «الرجل الخفي»، 2011[32]
- «قبطان بلد»، 2011[33]
- «دراكولا»، 2011[34]
- «لورنا دون»، 2011[35]
- «ثلاث تراجيديات - عرس الدم - يرما - بيت برناردا ألبا»، 2011[36]
- «رحلات جليفر»، 2012[4]
- «مدام بوفاري»، 2012[37]
- «قصة مدينتين»، 2012[38]
- «آنا كارنينا»، 2012[39]
- «زهرة التوليب السوداء»، 2012[40]
- «الدستورية والديمقراطية: دراسة في العقلانية والتغيير الاجتماعي»، 2013[41]
- «كبرياء وهوى»، 2013[42]
- «صديقنا المشترك»، 2014[43]
- «لورد الذباب»، 2014[44]
- «معجم مصطلحات حقوق الإنسان»، 2014[45]
- «ديفيد كوبرفيلد»، 2015[46]
- «جزيرة الكنز»، 2015[47]
- «ذات الرداء الابيض»، 2015[48]
- «آخر قبيلة موهيكان»، 2016[49]
- «تاجر البندقية»، 2016[50]
- «آلة الزمن»، 2016[51]
- «حب رهيب»، 2016[52]
- «نساء صغيرات»، 2017[53]
- «الورثة»، 2018[54]
- «السلاح والإنسان»[55]
- «الآنسة جوليا»[56]
- «اللامقهورون»[57]
- «النخيل البري»[58]
- «صائد الجواسيس»[59]
- «سيدة من البحر»[60]